# Lavocatisaurus agrioensis
Lavocatisaurus agrioensis es la única especie conocida del género extinto Lavocatisaurus de dinosaurio saurópodo rebaquisáurido, que vivió a mediados del período Cretácico hace aproximadamente entre 125 a 109 millones de años, durante el Aptiense al Albiense, en lo que es hoy Sudamérica. susrestos fueron encontrados en  de la Formación Rayoso de Argentina.
Lavocatisaurus fue un saurópodo de tamaño mediano, y uno de los pocos dinosaurios conocidos de la Formación Rayoso. Se conocen casi todos sus elementos anatómicos, y también se sabe de unos cuantos especímenes incluyendo juveniles y un adulto. El espécimen adulto se encuentra actualmente bajo preparación, y por lo tanto los fósiles descritos vienen de varios individuos juveniles. El cráneo era alargado y similar en forma al de Diplodocus. El cráneo está bien preservado en su mayoría, y provee evidencia adicional de que algunos saurópodos pudieron tener una cubierta queratinosa parecida a un pico en la parte anterior del hocico.
En su análisis filogenético, Canudo et al. (2018) hallaron que Lavocatisaurus es un rebaquisáurido basal. Ellos determinaron que se encontraba en una posición avanzada con respecto a otros rebaquisáuridos basales, como el grupo hermano de Khebbashia, el clado formado por las subfamilias Rebbachisaurinae y Limaysaurinae.

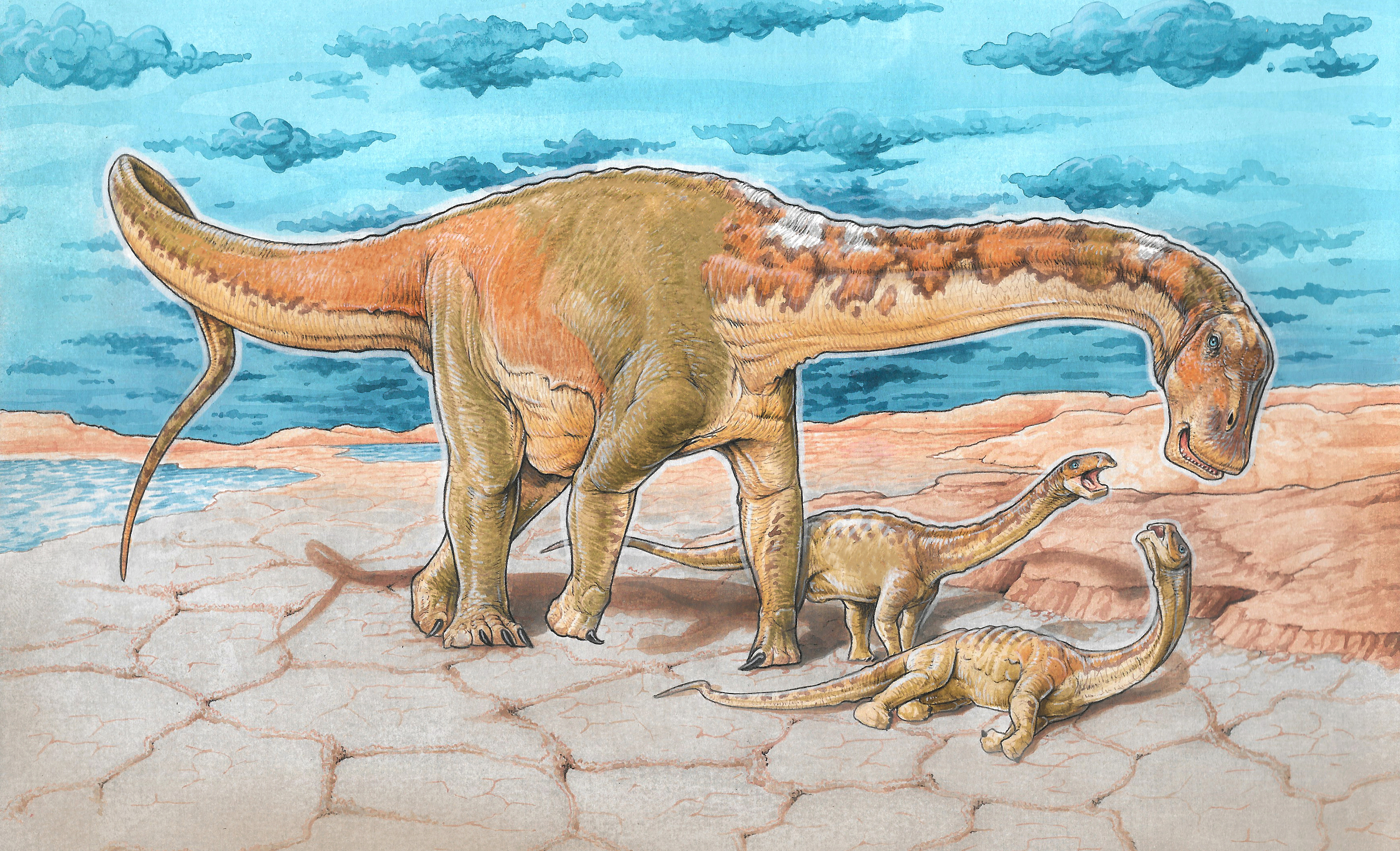
Reconstrucción de Lavocatisaurus. Ilustración de Gabriel Lio.
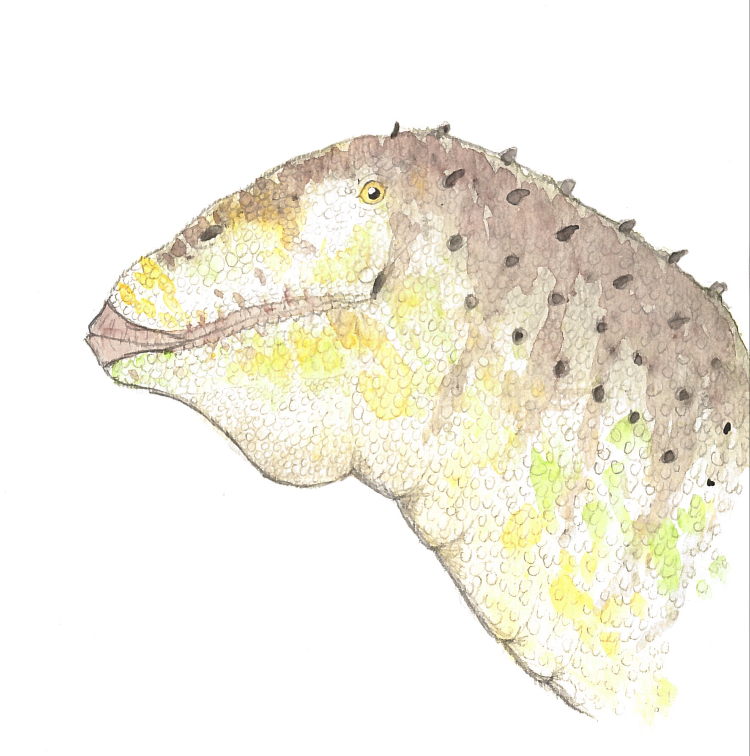
Restauración de la cabeza y el cuello.